# Lista di santuari shintoisti
I santuari shintoisti (jinja) sono più di 100.000, impossibili da catalogare tutti. Questa è una lista abbastanza completa dei principali suddivisi per nazione. Non sono inclusi i santuari dello shintoismo settario.

## Canada

### Columbia Britannica
- Santuario di Kinomori

## Paesi Bassi
- Santuario di Yamakage

## Giappone

### Hokkaido
- Santuario di Asahikawa
- Santuario di Ebetsu
- Santuario di Hokkaido Yasukuni
- Santuario di Hokkaido
- Santuario di Kamikawa
- Santuario di Nishino
- Santuario di Obihiro
- Santuario di Otofuke
- Santuario di Sapporo Hachimangu
- Santuario di Shiraoi Hachiman
- Santuario di Sumiyoshi
- Santuario di Tatumaeyama

### Aomori
- Santuario di Kushihiki Hachimangu
- Santuario di Iwakiyama
- Santuario di Saruka
- Santuario di Uramachi Shinmeigu
- Santuario di Utou
- Santuario di Yanonemori

### Iwate
- Santuario di Komagata
- Santuario di Morioka Hachimangu

### Miyagi
- Santuario di Aoso
- Santuario di Atago
- Santuario di Furukawa
- Santuario di Futahashira
- Santuario di Hachiman
- Santuario di Hayama
- Santuario di Kamo (Sendai)
- Santuario di Kashima Miko
- Santuario di Kifuso
- Santuario kumano
- Santuario di Miyagi Gokoku
- Santuario di Myojin
- Santuario di Ohtakayama
- Santuario di Ohkuni
- Santuario di Sendai Toshogu
- Santuario di Shiogama
- Santuario di Shirahige
- Santuario di Sumiyoshi
- Santuario di Tsubonuma Hachiman
- Santuario di Usa Hachiman
- Santuario di Washikura
- Santuario di Yakurai

### Akita
- Santuario di Kosio
- Santuario di Sanko e Kumano
  - Santuario di Sanko
  - Santuario kumano
- Santuario di Tsuchizaki Shinmeisya

### Yamagata
- Santuario di Chokaisan Omonoimi
- Tre Montagne di Dewa (non proprio santuari ma luoghi sacri per lo shintoismo), comprendono:
  - Monte Gassan, dove si trova il santuario di Gassan
  - Monte Yudono
  - Monte Haguro
- Santuario di Higashimachi Kodai
- Santuario kumano di Yamagata
- Santuario di Torigoe Hachimangu
- Santuario di Tsukioka
- Santuario di Uesugi

### Fukushima
- Santuario di Chinju Hachiman
- Santuario di Ino Hachiman
- Santuario di Isasumi
- Santuario di Kashima
- Santuario di Kogaikuni
- Santuario di Okaburaya
- Santuario di Ryozen
- Santuario di Sumiyoshi
- Santuario di Tsutsukowake

### Ibaraki
- Santuario di Kasama Inari
- Santuario di Kashima
- Santuario di Oarai Isosaki
- Santuario di Sakatsurai Isosaki
- Santuario di Tokiwa
- Santuario di Tsukubasan

### Tochigi
- Santuario di Futarasan
- Santuario di Nikko

### Gunma
- Santuario di Nukisashi
- Santuario di Agatsuma
- Santuario di Isemachi
- Santuario di Ikushina

### Saitama
- Santuario di Chichibu
- Santuario di Hikawa

### Chiba
- Santuario di Awa
- Santuario di Katori
- Santuario di Tamasaki

### Tokyo
- Santuario di Hie
- Santuario di Kanda
- Santuario Meiji
- Santuario di Nogi
- Santuario di Okunitama
- Santuario di Daijingu
- Santuario di Tsukudo
- Santuario di Tōgō
- Santuario Yasukuni
- Santuario di Yushima Tenjin
- Santuario di Higurashi

### Kanagawa
- Santuario di Enoshima
- Santuario di Ooyama Aburi
- Santuario di Hakone
- Santuario di Samukawa
- Santuario Tsurugaoka Hachiman

### Niigata
- Santuario di Iyahiko
- Santuario di Watatsu

### Toyama
- Santuario di Imizu
- Santuario di Oyama (Toyama)
- Santuario di Takase

### Ishikawa
- Santuario di Keta Taisha
- Santuario di Onominato
- Santuario di Oyama (Ishikawa)
- Santuario di Shirayama Hime

### Fukui
- Santuario di Kanasaki Gu
- Santuario di Kehi

### Yamanashi
- Santuario di Asama
- Santuario di Takeda

### Nagano
- Santuario di Suwa
- Santuario di Togakushi

### Gifu
- Santuario di Inaba
- Santuario di Minashi
- Santuario di Nangu

### Shizuoka
- Santuario di Fujisan Hongu Asama
- Santuario di Mishima
- Santuario Shizuoka Sengen

### Aichi
- Santuario di Atsuta
- Santuario di Masumida
- Santuario di Ogake
- Santuario di Tsushima
- Santuario di Tagata

### Mie
- Grande Santuario di Ise
- Santuario di Tado
- Santuario di Tsubaki O Kami Yashiro

### Shiga
- Santuario di Hiyoshi
- Santuario di Omi
- Santuario di Taga

### Kyoto
- Santuario Heian
- Santuario di Iwashimizu
- Santuario di Kamo
- Santuario di Kibune
- Santuario Kitano
- Santuario di Kono
- Santuario di Matsunoo
- Santuario di Yasaka
- Santuario di Yoshida
- Santuario di Fushimi

### Osaka
- Santuario di Hiraoka
- Santuario di Ikukunitama
- Santuario di Imamiya Ebisu
- Santuario di Osaka Temmamgu
- Santuario di Sumiyoshi

### Hyogo
- Santuario di Hirota
- Santuario di Ikuta
- Santuario di Izushi
- Santuario di Minatogawa
- Santuario di Nagata
- Santuario di Nishinomiya
- Santuario di Sumiyoshi

### Nara
- Santuario di Kashihara
- Santuario Kasuga
- Santuario di Isonokami
- Santuario di Oomiwa
- Santuario di Tanzan
- Santuario di Yoshino
- Santuario Yoshimizu
- Santuario Kinpu

### Wakayama
- Tre santuari di Kumano

### Tottori
- Santuario di Shizuri

### Shimane
- Santuario di Kannbashira
- Santuario kumano
- Santuario di Izumo
- Santuario di Miho
- Santuario di Susa
- Santuario di Yaegaki

### Okayama
- Santuario di Kibitsu
- Santuario di Kibitsuhiko
- Santuario di Shiro
- Santuario di Tsurusaki
- Santuario di Yuga

### Hiroshima
- Santuario di Fukuyama
- Santuario di Hiroshima Gokoku
- Santuario di Itsukushima
- Santuario di Sakakiyama
- Santuario Ushitora

### Yamaguchi
- Santuario di Akama
- Santuario di Hikoshima
- Santuario di Kameyama

### Tokushima
- Santuario di Oomahiko

### Kagawa
- Santuario di Kotohira Gu

### Ehime
- Santuario di Isaniwa
- Santuario di Isono
- Santuario di Izumtaisha Matsuyama
- Santuario di Mishima
- Santuario di Taga
- Santuario di Takashihime
- Santuario di Yu

### Kochi
- Santuario di Kochi
- Santuario di Shimosaki

### Fukuoka
- Santuario di Dazaifu
- Santuario di Furogu
- Santuario di Hakozakigu
- Santuario di Imaizu Susa
- Santuario di Itouzu Hachiman
- Santuario di Kashii
- Santuario di Kasuga
- Santuario di Kurume Suitengu
- Santuario di Miyajidake
- Santuario di Munakata
- Santuario di Myokengu
- Santuario di Sugawara
- Santuario di Suitengu
- Santuario di Takami
- Santuario di Takasu
- Santuario di Tonoe
- Santuario di Umi

### Saga
- Santuario di Hoto
- Santuario di Kushidagu
- Santuario di Shiga
- Santuario di Sueyama
- Santuario di Yutoku Inari

### Nagasaki
- Santuario di Sanno

### Kumamoto
- Santuario di Hikino
- Santuario di Kato

### Oita
- Santuario di Komo
- Santuario di Usa

### Miyazaki
- Santuario di Amanoiwato
- Santuario di Aoshima
- Santuario di Miyazaki
- Santuario di Mukabaki
- Santuario di Takachiho

### Kagoshima
- Santuario di Hirakiki
- Santuario di Kirishima
- Santuario di Minakata

### Okinawa
- Santuario di Naminouegu

### Arakawaoki
- Hi no saki

## San Marino
- Santuario di San Marino

## Stati Uniti

### Hawaii
- Santuario di Hawaii Kotohira
- Santuario di Izumo Taishakyo

### Washington
- Grande Santuario Americano di Tsubaki

## Taiwan
- Grande Santuario di Taiwan
- Santuario di Ōgon